# Везерский ренессанс
«Везерский ренессанс» (нем. Weserrenaissance — по названию реки Везер) — название особого архитектурного стиля (а также стиля мебели), получившего распространение в долине реки Везер в начале XVI — середине XVII веков и соединившего в себе характерные черты итальянского и северного Возрождения. Термин «везерский ренессанс» около 1912 года ввёл в искусствоведение профессор истории искусства Дюссельдорфской академии художеств Рихард Клапхек, чтобы выделить его в архитектуре региона.
Для везерского ренессанса характерны искусно украшенные фронтоны, камень, обработанный под рустику и обилие эркеров. В этом стиле возводились не только дворцы, церкви, ратуши, но и дома зажиточных горожан и крестьян.

## Города «везерского ренессанса»
- Айнбек
- Бад-Херсфельд
- Бад-Зальцуфлен
- Барнтруп
- Беверн
- Билефельд
- Бракель
- Бремен
- Бюккебург
- Вольфсбург
- Вольфхаген
- Ганновер-Мюнден
- Гифхорн
- Детмольд
- Лемго
- Минден
- Нинбург (Везер)
- Оснабрюк
- Падерборн
- Ринтельн
- Хамельн
- Хельмштедт
- Хессиш-Ольдендорф
- Хёкстер
- Целле
- Штадтхаген

## Известные здания в стиле «везерского ренессанса»
- Бременская ратуша
- Замок в Вольфсбурге
- Замок Вевельсбург недалеко от Падерборна
- Замок Пюрмонт в Бад-Пирмонте
- Juleum в Хельмштедтском университете